# Fregetta
Fregetta là một chi chim trong họ Hydrobatidae.

## Hình ảnh

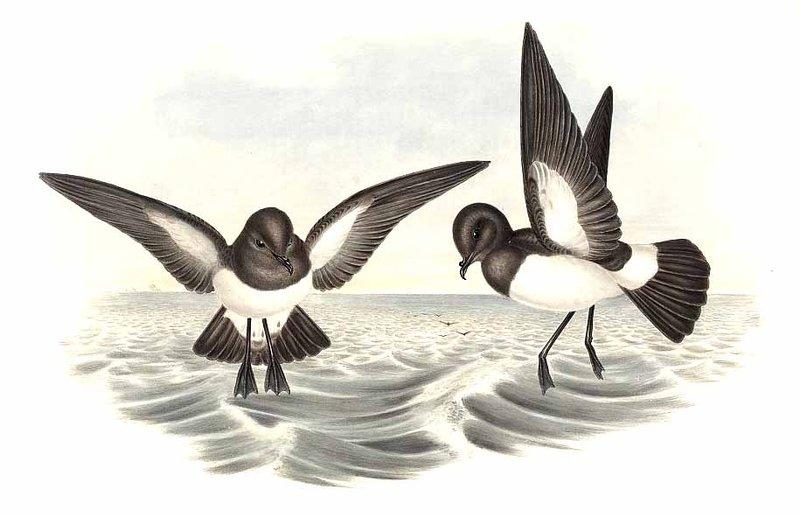
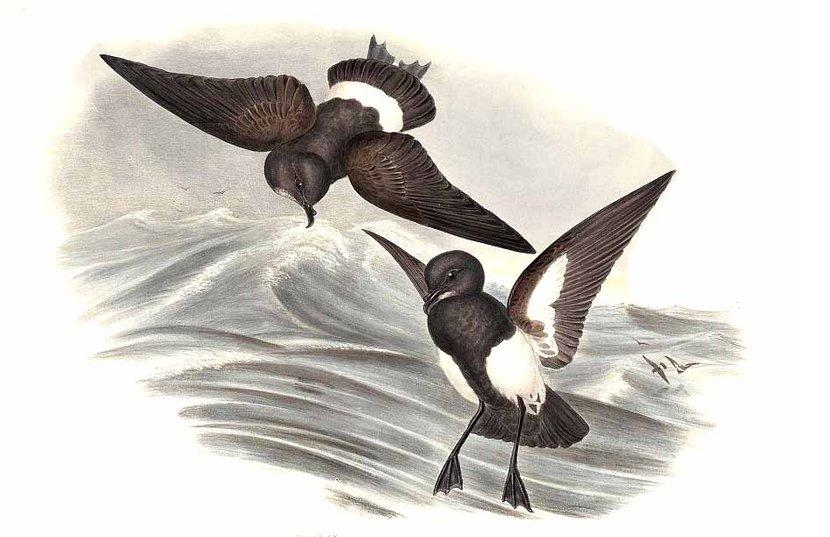
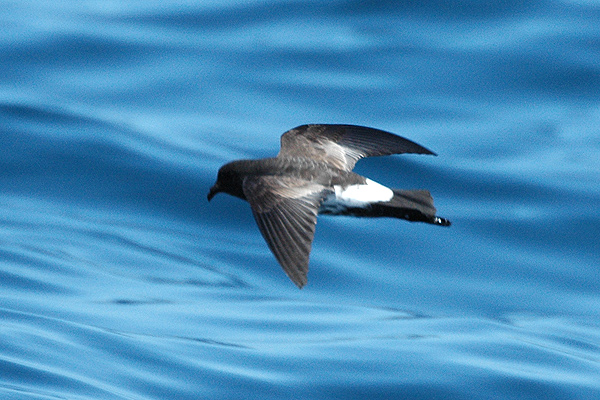